# حزب نداي الإيراني
حزب نداي الإيراني (بالفارسية: حزب ندای ایرانیان) هو حزب سياسي إصلاحي في إيران ذو ميول اجتماعية ديمقراطية  عقد مؤتمره الأول في عام 2015. 
كان الحزب الأول الذي ظهر بعد حملة القمع الإصلاحية خلال احتجاجات الانتخابات الرئاسية الإيرانية عام 2009، تلاه حزب اتحاد الشعب الإسلامي الإيراني.  ينتمي غالبية الأعضاء إلى جناح الشباب في جبهة المشاركة الإسلامية الإيرانية  وهم في أوائل الثلاثينيات من العمر. 
كان الحزب في ائتلاف مع الائتلاف المنتشر للإصلاحيين خلال الانتخابات التشريعية الإيرانية لعام 2016. 

## قادة الحزب
| الاسم       | الفترة    | المرجع |
| ----------- | --------- | ------ |
| ماجد فرحاني | 2014-2017 |        |
| صادق خرازي  | 2017–     |        |

| الاسم       | الفترة    | المرجع |
| ----------- | --------- | ------ |
| صادق خرازي  | 2014-2017 |        |
| ماجد فرحاني | 2017–     |        |

## روابط خارجية
- موقع رسمي